# Montecito (Californie)
Pour les articles homonymes, voir Montecito.
 (janvier 2018).
Si vous disposez d'ouvrages ou d'articles de référence ou si vous connaissez des sites web de qualité traitant du thème abordé ici, merci de compléter l'article en donnant les références utiles à sa vérifiabilité et en les liant à la section « Notes et références ».
Montecito est un census-designated place (CDP) proche de la ville de Santa Barbara, dans l'État de Californie aux États-Unis. Montecito est situé dans le comté de Santa Barbara, considéré comme l'un des plus aisés de Californie.
Oprah Winfrey, Rob Lowe, le Prince Harry et Meghan Markle, Natalie Portman récemment, et bien d'autres célébrités et hommes d'affaires fortunés possèdent de grandes propriétés a Montecito. On y trouve parmi les plus belles propriétés des États-Unis, réparties en particulier le long de la côte et au-dessus de East Valley Road, au micro-climat idéal.

## Histoire
Précédant l'arrivée des colons espagnols, la région du Montecito actuel était habitée par le peuple Chumash. À la fin du XVIIIe siècle, des soldats démissionnés du Presidio de Santa Barbara se sont vu accorder des concessions dans la région au lieu de pensions. Un petit village s'établit graduellement près d'East Valley Road, abritant des magasins et plusieurs auberges.  
À la suite de l'annexion de la Californie aux États-Unis en 1848, des colons américains se mirent à s'établir, attirés par la promesse de terres à bon marché. Dans les années 1890, les fermiers de la région ont été rejoints par de nouveaux arrivants fortunés de la Côte est, cherchant un refuge d'hiver. 

## Géographie
Montecito est situé à 150 km au nord-ouest de Los Angeles. Selon son plan communautaire, le CDP est délimité au nord par East Camino Cielo, à l'est par Ortega Ridge Road et Ladera Lane, au sud par l'océan Pacifique.

### Climat
IMontecito connaît un Climat méditerranéen comme ailleurs sur la côte de la Californie du Sud. Les étés sont chauds et secs tandis que les hivers sont frais et pluvieux. La plupart des précipations annuelles sont bornées aux hivers et il y a parfois des vagues de pluie qui peuvent provoquer des inondations et des coulées de boue à travers le terrain vallonné.
Le 9 janvier 2018,  il y a eu une coulée de boue désastreuse provoquée par de fortes pluies d'hiver. Les coulées de boue tuèrent 23 personnes et détruisirent 100 maisons. Pendant l'hiver de 2022-23, un hiver particulièrement pluvieux, la ville a été évacuée à cause de craintes d'inondations et de coulées de boue semblables.

## Démographie
La population de Montecito est en baisse constante depuis 2015 avec une moyenne d’âge qui reste stable à environ 50 ans.
| Année | Population |
| ----- | ---------- |
| 2011  | 9079       |
| 2012  | 8540       |
| 2013  | 8992       |
| 2014  | 9444       |
| 2015  | 9471       |
| 2016  | 9193       |
| 2017  | 8984       |
| 2018  | 8611       |
| 2019  | 8245       |

La communauté de Montecito est régulièrement classée par le magazine Forbes comme l'une des plus riches des États-Unis. Selon le magazine, 21 des 100 personnalités publiques les plus influentes des États-Unis possèdent  une propriété foncière à Montecito.

## Logement
Le nombre de logements reste stable avec 4 252 logements en 2019.